# Wacław II zatorski
Wacław II (ur. około 1450, zm. pomiędzy 1484 a 1487) – w latach 1468–1474 książę zatorski wspólnie z braćmi, od 1474 na połowie Zatora, z bratem Kazimierzem. 
Wacław II był drugim pod względem starszeństwa synem księcia zatorskiego Wacława I i szlachcianki Małgorzaty Kopczowskiej. Niewiele wiadomo o jego życiu. Na dokumentach pojawia się po raz pierwszy w 1469, jako współwystawca dokumentów brata Kazimierza. W podziale księstwa w 1477 otrzymał razem z bratem Kazimierzem terytoria na wschód od rzeki Skawy. Nie wiadomo czy kiedykolwiek się ożenił. Zmarł bezpotomnie pomiędzy 1484 a 1487. Nie wiadomo gdzie został pochowany.